# Władimir Bresler
Władimir Pietrowicz Bresler, ros. Владимир Петрович Бреслер (ur. 24 czerwca 1874 roku, zm. ?) – rosyjski wojskowy (generał major), emigracyjny działacz wojskowy.
Ukończył korpus kadetów w Tyflisie, zaś w 1894 roku Konstantynowską Szkołę Kawalerii. Służył w stopniu podporucznika w 16 Mingrelskim Pułku Grenadierów. W 1897 roku awansował na porucznika, zaś w 1901 roku na sztabskapitana. W 1904 roku ukończył Nikołajewską Akademię Sztabu Generalnego, otrzymując stopień kapitana. Uczestniczył w wojnie rosyjsko-japońskiej. W 1905 roku pełnił funkcję oberoficera do specjalnych poruczeń w sztabie XI Korpusu Armijnego. W 1906 roku pełnił analogiczną funkcję w sztabie XVII Korpusu Armijnego. Następnie dowodził kompanią 48 Odeskiego Pułku Piechoty. Wkrótce potem został starszym adiutantem w sztabie 1 Samodzielnej Brygady Kawalerii, a następnie sztabie 9 Dywizji Piechoty. 
Od 1907 roku był oberoficerem do specjalnych poruczeń w sztabie Kijowskiego Okręgu Wojskowego. W 1909 roku mianowano go podpułkownikiem. Od 1911 roku wykładał w szkole wojskowej w Kijowie. W 1912 roku został pułkownikiem. W 1913 roku dowodził batalionem 131 Tyraspolskiego Pułku Piechoty. 
Brał udział w I wojnie światowej. W styczniu 1915 roku objął funkcję starszego adiutanta oddziału generała-kwatermistrza, a wkrótce szefa sztabu 33 Dywizji Piechoty. Od września tego roku dowodził 129 Besarabskim Pułkiem Piechoty. W 1916 roku awansował na generała majora. Od grudnia tego roku był szefem sztabu 18 Dywizji Piechoty. W październiku 1917 roku został zastępcą szefa zaopatrzenia armii Frontu Południowo-Zachodniego. Po demobilizacji przebywał w Kijowie, a następnie Połtawie. 
W listopadzie 1918 roku wyjechał przez Odessę do Konstantynopola. Na początku 1919 roku przyjechał do Jekaterynodaru, gdzie wstąpił do wojsk Białych generała Antona Denikina. Początkowo znalazł się w rezerwie oficerskiej. We wrześniu tego roku został szefem zaopatrzenia głównodowodzącego wojskami Obwodu Kijowskiego. Od grudnia był w rezerwie oficerskiej wojsk Obwodu Noworosyjskiego. Na początku 1920 roku ponownie wyjechał do Konstantynopola. W 1922 roku zamieszkał w Berlinie. Działał w Rosyjskim Związku Ogólnowojskowym (ROWS). 
Po ataku wojsk niemieckich na ZSRR 22 czerwca 1941 roku, współuczestniczył w organizacji werbunku ochotników rosyjskich jako tłumaczy na front wschodni. Po zakończeniu wojny został aresztowany przez funkcjonariuszy Smierszu. Dalsze jego losy są nieznane.